# Верхня Тимофієвська
Верхня Тимофі́євська (рос. Верхняя Тимофеевская) — присілок у складі Афанасьєвського району Кіровської області, Росія. Входить до складу Ічетовкінського сільського поселення.
Населення становить 77 осіб (2010, 93 у 2002).
Національний склад станом на 2002 рік — росіяни 100 %.